# Psathyrella artemisiae
Psathyrella artemisiae är en svampart. Psathyrella artemisiae ingår i släktet Psathyrella och familjen Psathyrellaceae.

## Underarter
Arten delas in i följande underarter:
- microspora
- artemisiae